# Hisaki Nagamine
Hisaki Nagamine (jap. 長峯 寿樹 Nagamine Hisaki; ur. 29 kwietnia 1997 w Kijimadairze) – japoński kombinator norweski, a następnie skoczek narciarski. Czterokrotny uczestnik mistrzostw świata juniorów (2014–2017).

## Przebieg kariery

### Kombinacja norweska
Nagamine początkowo uprawiał kombinację norweską. W dyscyplinie tej czterokrotnie (lata 2014–2017) startował na mistrzostwach świata juniorów – indywidualnie najlepszy wynik zanotował w 2017, gdy był siódmy (Gundersen HS100/5 km), a drużynowo w 2015, gdy Japończycy zajęli 6. miejsce. W 2015 w rywalizacji indywidualnej na tej imprezie na krótszym dystansie po skoku zajmował 2. lokatę, jednak w biegu uzyskał dopiero 40. czas i uplasował się ostatecznie na 18. pozycji.
W marcu 2015 zadebiutował w Pucharze Kontynentalnym, plasując się na przełomie drugiej i trzeciej dziesiątki, zdobywając pierwsze punkty w słabo obsadzonych (we wszystkich trzech sklasyfikowano 29 zawodników) zawodach tego cyklu w Czajkowskim. W styczniu 2017 w Ruce zajął najwyższe w swojej karierze, 6. miejsce w zawodach tej rangi (Gundersen HS142/10 km) – po skoku prowadził, jednak w biegu uzyskał dopiero 39. czas (wolniej pobiegło tylko 2 rywali).
W lutym 2017 w Sapporo zadebiutował w Pucharze Świata, punktując w obu konkursach (Gundersen HS134/10 km) – w pierwszym był 21., a w drugim 23. W obu tych startach prowadził po skoku, jednak w biegu uzyskiwał dopiero 40. czas, wyprzedzając odpowiednio dwóch (pierwszy konkurs) i jednego rywala (drugi konkurs). Na przełomie września i października 2017 wystąpił w Letnim Grand Prix w Planicy (Gundersen HS139/10 km), gdzie zajął 43. i 28. miejsce. 3 lutego 2018 w Hakubie po raz trzeci w karierze wystąpił w Pucharze Świata (Gundersen HS134/10 km), ponownie punktując (był 25.).
Start w Pucharze Świata w Hakubie w lutym 2018 był jego ostatnim w zawodach pucharowych rangi FIS w kombinacji norweskiej, a jeszcze w marcu 2019 wystąpił w lokalnych zawodach w Sapporo.

### Skoki narciarskie
W oficjalnych zawodach międzynarodowych w skokach narciarskich rozgrywanych pod egidą FIS zadebiutował w lipcu 2019 w Szczyrku, zajmując lokaty w siódmej i piątej dziesiątce FIS Cupu. Pierwsze punkty tego cyklu zdobył w sierpniu 2019 w Râșnovie, zajmując dwukrotnie 25. miejsce. We wrześniu 2019 w tej samej miejscowości, w ramach letniej edycji cyklu, zadebiutował w Pucharze Kontynentalnym, plasując się na 41. pozycji. Pierwsze punkty tego cyklu zdobył w styczniu 2020 w Sapporo, gdzie był 28. i 29.

## Osiągnięcia – kombinacja norweska

### Mistrzostwa świata juniorów
| Miejsce | Dzień       | Rok  | Miejscowość   | Konkurencja           | Wynik zwycięzcy | Strata  | Zwycięzca             |
| ------- | ----------- | ---- | ------------- | --------------------- | --------------- | ------- | --------------------- |
| 25.     | 30 stycznia | 2014 | Val di Fiemme | Gundersen HS106/10 km | 29:47,1         | +4:00,7 | Philipp Orter         |
| DSQ     | 1 lutego    | 2014 | Val di Fiemme | Gundersen HS106/5 km  | 13:44,2         | -       | Philipp Orter         |
| 10.     | 2 lutego    | 2014 | Val di Fiemme | Sztafeta HS106/4x5 km | 53:57,6         | +7:15,4 | Austria               |
| 32.     | 4 lutego    | 2015 | Ałmaty        | Gundersen HS100/10 km | 25:54,2         | +3:45,0 | Jarl Magnus Riiber    |
| 18.     | 6 lutego    | 2015 | Ałmaty        | Gundersen HS100/5 km  | 12:21,8         | +1:55,6 | Jarl Magnus Riiber    |
| 6.      | 7 lutego    | 2015 | Ałmaty        | Sztafeta HS100/4x5 km | 48:41,4         | +5:43,0 | Austria               |
| 19.     | 23 lutego   | 2016 | Râșnov        | Gundersen HS100/10 km | 28:02,1         | +4:34,6 | Bernhard Flaschberger |
| 18.     | 25 lutego   | 2016 | Râșnov        | Gundersen HS100/5 km  | 11:01,5         | +1:46,0 | Tomáš Portyk          |
| 7.      | 26 lutego   | 2016 | Râșnov        | Sztafeta HS100/4x5 km | 57:31,8         | +5:35,0 | Austria               |
| 8.      | 2 lutego    | 2017 | Park City     | Sztafeta HS100/4x5 km | 46:17,4         | +2:46,3 | Austria               |
| 7.      | 4 lutego    | 2017 | Park City     | Gundersen HS100/5 km  | 12:14,9         | +1:01,8 | Vinzenz Geiger        |

### Puchar Świata

#### Miejsca w klasyfikacji generalnej
- sezon 2016/2017: 54.
- sezon 2017/2018: 66.

#### Miejsca w poszczególnych konkursachPucharu Świata
| Sezon 2016/2017 |                       |                              |                              |                         |                         |                                |                                |                                |                                |                              |                              |                         |                          |                          |                             |                             |                            |                              |                              |                            |                           |                           |        |        |        |        |        |        |        |        |    |
| Ruka – Gundersen 10km | Ruka – Gundersen 10km | Lillehammer – Gundersen 10km | Lillehammer – Gundersen 10km | Ramsau – Gundersen 10km | Ramsau – Gundersen 10km | Lahti – Gundersen 10km         | Lahti – Gundersen 10km         | Val di Fiemme – Gundersen 10km | Val di Fiemme – Gundersen 10km | Chaux-Neuve – Gundersen 10km | Chaux-Neuve – Gundersen 10km | Seefeld – Gundersen 5km | Seefeld – Gundersen 10km | Seefeld – Gundersen 15km | Pjongczang – Gundersen 10km | Pjongczang – Gundersen 10km | Sapporo – Gundersen 10km   | Sapporo – Gundersen 10km     | Oslo – Gundersen 10km        | Trondheim – Gundersen 10km | Schonach – Gundersen 10km | Schonach – Gundersen 15km | punkty |        |        |        |        |        |        |        |    |
| - | -                     | -                            | -                            | -                       | -                       | -                              | -                              | -                              | -                              | -                            | -                            | -                       | -                        | -                        | -                           | -                           | 21                         | 23                           | -                            | -                          | -                         | -                         | 18     | 18     | 18     | 18     | 18     | 18     | 18     | 18     | 18 |
| Sezon 2017/2018 |                       |                              |                              |                         |                         |                                |                                |                                |                                |                              |                              |                         |                          |                          |                             |                             |                            |                              |                              |                            |                           |                           |        |        |        |        |        |        |        |        |    |
| Ruka – Gundersen 5km | Ruka – Gundersen 10km | Ruka – Gundersen 10km        | Lillehammer – Gundersen 10km | Ramsau – Gundersen 10km | Ramsau – Gundersen 10km | Val di Fiemme – Gundersen 10km | Val di Fiemme – Gundersen 10km | Chaux-Neuve – Gundersen 10km   | Seefeld – Gundersen 5km        | Seefeld – Gundersen 10km     | Seefeld – Gundersen 15km     | Hakuba – Gundersen 10km | Hakuba – Gundersen 10km  | Lahti – Gundersen 10km   | Oslo – Gundersen 10km       | Trondheim – Gundersen 10km  | Trondheim – Gundersen 10km | Klingenthal – Gundersen 10km | Klingenthal – Gundersen 10km | Schonach – Gundersen 10km  | Schonach – Gundersen 15km | punkty                    | punkty | punkty | punkty | punkty | punkty | punkty | punkty | punkty |    |
| - | -                     | -                            | -                            | -                       | -                       | -                              | -                              | -                              | -                              | -                            | -                            | 25                      | -                        | -                        | -                           | -                           | -                          | -                            | -                            | -                          | -                         | 6                         | 6      | 6      | 6      | 6      | 6      | 6      | 6      | 6      |    |
| Legenda |                       |                              |                              |                         |                         |                                |                                |                                |                                |                              |                              |                         |                          |                          |                             |                             |                            |                              |                              |                            |                           |                           |        |        |        |        |        |        |        |        |    |
| 1 2 3 4-10 11-30 poniżej 30 dq – dyskwalifikacja - – zawodnik nie wystartował q – zawodnik nie zakwalifikował się DNF – zawodnik nie ukończył biegu DNS – zawodnik nie wystartował do biegu |                       |                              |                              |                         |                         |                                |                                |                                |                                |                              |                              |                         |                          |                          |                             |                             |                            |                              |                              |                            |                           |                           |        |        |        |        |        |        |        |        |    |

### Puchar Kontynentalny

#### Miejsca w klasyfikacji generalnej
- sezon 2014/2015: 63.
- sezon 2015/2016: 67.
- sezon 2016/2017: 39.
- sezon 2017/2018: niesklasyfikowany

#### Miejsca w poszczególnych konkursach Pucharu Kontynentalnego
| Sezon 2014/2015 |                   |                   |             |             |             |         |            |            |             |          |         |            |             |             |             |             |             |        |        |        |        |        |        |        |        |   |
| Park City | Park City         | Hoeydalsmo        | Hoeydalsmo  | Falun       | Planica     | Planica | Ramsau     | Ramsau     | Klingenthal | Ruka     | Ruka    | Czajkowski | Czajkowski  | Czajkowski  | punkty      | punkty      | punkty      | punkty | punkty | punkty | punkty | punkty | punkty |        |        |   |
| - | -                 | -                 | -           | -           | -           | -       | -          | -          | -           | -        | -       | 21         | 21          | 19          | 32          | 32          | 32          | 32     | 32     | 32     | 32     | 32     | 32     |        |        |   |
| Sezon 2015/2016 |                   |                   |             |             |             |         |            |            |             |          |         |            |             |             |             |             |             |        |        |        |        |        |        |        |        |   |
| Park City | Park City         | Park City         | Hoeydalsmo  | Hoeydalsmo  | Ruka        | Ruka    | Pjongczang | Pjongczang | Planica     | Planica  | Ramsau  | Ramsau     | Chaux-Neuve | Chaux-Neuve | Klingenthal | Klingenthal | punkty      | punkty | punkty | punkty | punkty | punkty | punkty | punkty | punkty |   |
| dnf | 22                | 22                | 48          | 41          | 28          | 32      | 20         | 25         | -           | -        | -       | -          | -           | -           | -           | -           | 38          | 38     | 38     | 38     | 38     | 38     | 38     | 38     | 38     |   |
| Sezon 2016/2017 |                   |                   |             |             |             |         |            |            |             |          |         |            |             |             |             |             |             |        |        |        |        |        |        |        |        |   |
| Klingenthal | Klingenthal       | Klingenthal       | Hoeydalsmo  | Hoeydalsmo  | Ruka        | Ruka    | Otepaa     | Otepaa     | Eisenerz    | Eisenerz | Planica | Planica    | Niżny Tagił | Niżny Tagił | Niżny Tagił | punkty      | punkty      | punkty | punkty | punkty | punkty | punkty | punkty | punkty |        |   |
| 14 | 24                | dq                | 36          | 36          | 25          | 6       | 27         | 31         | -           | -        | -       | -          | 27          | 23          | 31          | 87          | 87          | 87     | 87     | 87     | 87     | 87     | 87     | 87     |        |   |
| Sezon 2017/2018 |                   |                   |             |             |             |         |            |            |             |          |         |            |             |             |             |             |             |        |        |        |        |        |        |        |        |   |
| Steamboat Springs | Steamboat Springs | Steamboat Springs | Klingenthal | Klingenthal | Klingenthal | Ruka    | Ruka       | Ruka       | Rena        | Rena     | Planica | Planica    | Eisenerz    | Eisenerz    | Niżny Tagił | Niżny Tagił | Niżny Tagił | punkty |        |        |        |        |        |        |        |   |
| 39 | 37                | 33                | -           | -           | -           | -       | -          | -          | -           | -        | -       | -          | -           | -           | -           | -           | -           | 0      | 0      | 0      | 0      | 0      | 0      | 0      | 0      | 0 |
| Legenda |                   |                   |             |             |             |         |            |            |             |          |         |            |             |             |             |             |             |        |        |        |        |        |        |        |        |   |
| 1 2 3 4-10 11-30 poniżej 30 dq – dyskwalifikacja - – zawodnik nie wystartował q – zawodnik nie zakwalifikował się DNF – zawodnik nie ukończył biegu DNS – zawodnik nie wystartował do biegu |                   |                   |             |             |             |         |            |            |             |          |         |            |             |             |             |             |             |        |        |        |        |        |        |        |        |   |

### Letnie Grand Prix

#### Miejsca w klasyfikacji generalnej
- 2017: (60.)[12]

#### Miejsca w poszczególnych konkursach LGP
| 2017 |            |            |            |         |         |        |        |        |        |        |        |        |        |        |        |
| Oberwiesenthal | Tschagguns | Oberstdorf | Oberstdorf | Planica | Planica | punkty | punkty | punkty | punkty | punkty | punkty | punkty | punkty | punkty | punkty |
| - | -          | -          | -          | 43      | 28      | 3      | 3      | 3      | 3      | 3      | 3      | 3      | 3      | 3      | 3      |
| Legenda |            |            |            |         |         |        |        |        |        |        |        |        |        |        |        |
| 1 2 3 4-10 11-30 poniżej 30 dq – dyskwalifikacja - – zawodnik nie wystartował q – zawodnik nie zakwalifikował się DNF – zawodnik nie ukończył biegu DNS – zawodnik nie wystartował do biegu |            |            |            |         |         |        |        |        |        |        |        |        |        |        |        |

## Osiągnięcia - skoki narciarskie

### Puchar Kontynentalny

#### Miejsca w klasyfikacji generalnej
| Sezon     | Miejsce |
| --------- | ------- |
| 2019/2020 | 104.    |

#### Miejsca w poszczególnych konkursachPucharu Kontynentalnego
stan po zakończeniu sezonu 2022/2023
| Źródło                                                                        | Źródło          | Źródło     | Źródło     | Źródło              | Źródło              | Źródło            | Źródło            | Źródło        | Źródło        | Źródło        | Źródło        | Źródło           | Źródło           | Źródło              | Źródło              | Źródło         | Źródło         | Źródło     | Źródło      | Źródło      | Źródło | Źródło | Źródło | Źródło | Źródło | Źródło | Źródło | Źródło | Źródło | Źródło | Źródło | Źródło | Źródło | Źródło | Źródło | Źródło | Źródło | Źródło | Źródło | Źródło | Źródło | Źródło | Źródło | Źródło | Źródło | Źródło | Źródło | Źródło | Źródło | Źródło | Źródło | Źródło | Źródło | Źródło | Źródło | Źródło | Źródło | Źródło | Źródło |
| ----------------------------------------------------------------------------- | --------------- | ---------- | ---------- | ------------------- | ------------------- | ----------------- | ----------------- | ------------- | ------------- | ------------- | ------------- | ---------------- | ---------------- | ------------------- | ------------------- | -------------- | -------------- | ---------- | ----------- | ----------- | ------ | ------ | ------ | ------ | ------ | ------ | ------ | ------ | ------ | ------ | ------ | ------ | ------ | ------ | ------ | ------ | ------ | ------ | ------ | ------ | ------ | ------ | ------ | ------ | ------ | ------ | ------ | ------ | ------ | ------ | ------ | ------ | ------ | ------ | ------ | ------ | ------ | ------ | ------ |
| Sezon 2019/2020                                                               |                 |            |            |                     |                     |                   |                   |               |               |               |               |                  |                  |                     |                     |                |                |            |             |             |        |        |        |        |        |        |        |        |        |        |        |        |        |        |        |        |        |        |        |        |        |        |        |        |        |        |        |        |        |        |        |        |        |        |        |        |        |        |        |
| Vikersund HS117                                                               | Vikersund HS117 | Ruka HS142 | Ruka HS142 | Bischofshofen HS142 | Bischofshofen HS142 | Klingenthal HS140 | Klingenthal HS140 | Sapporo HS137 | Sapporo HS137 | Planica HS138 | Planica HS138 | Brotterode HS117 | Brotterode HS117 | Iron Mountain HS133 | Iron Mountain HS133 | Predazzo HS104 | Predazzo HS104 | Rena HS139 | Lahti HS130 | Lahti HS130 | punkty |        |        |        |        |        |        |        |        |        |        |        |        |        |        |        |        |        |        |        |        |        |        |        |        |        |        |        |        |        |        |        |        |        |        |        |        |        |        |
| -                                                                             | -               | -          | -          | -                   | -                   | -                 | -                 | 28            | 29            | -             | -             | -                | -                | -                   | -                   | -              | -              | -          | -           | -           | 5      |        |        |        |        |        |        |        |        |        |        |        |        |        |        |        |        |        |        |        |        |        |        |        |        |        |        |        |        |        |        |        |        |        |        |        |        |        |        |
| Legenda                                                                       |                 |            |            |                     |                     |                   |                   |               |               |               |               |                  |                  |                     |                     |                |                |            |             |             |        |        |        |        |        |        |        |        |        |        |        |        |        |        |        |        |        |        |        |        |        |        |        |        |        |        |        |        |        |        |        |        |        |        |        |        |        |        |        |
| 1 2 3 4-10 11-30 poniżej 30 dq – dyskwalifikacja - – zawodnik nie wystartował |                 |            |            |                     |                     |                   |                   |               |               |               |               |                  |                  |                     |                     |                |                |            |             |             |        |        |        |        |        |        |        |        |        |        |        |        |        |        |        |        |        |        |        |        |        |        |        |        |        |        |        |        |        |        |        |        |        |        |        |        |        |        |        |

### Letni Puchar Kontynentalny

#### Miejsca w poszczególnych konkursachLetniego Pucharu Kontynentalnego
stan po zakończeniu LPK 2023
| Źródło                                                                        | Źródło       | Źródło                       | Źródło                       | Źródło      | Źródło      | Źródło                       | Źródło                       | Źródło      | Źródło      | Źródło            | Źródło            | Źródło      | Źródło      | Źródło            | Źródło            | Źródło | Źródło | Źródło | Źródło | Źródło | Źródło | Źródło | Źródło | Źródło | Źródło | Źródło |
| ----------------------------------------------------------------------------- | ------------ | ---------------------------- | ---------------------------- | ----------- | ----------- | ---------------------------- | ---------------------------- | ----------- | ----------- | ----------------- | ----------------- | ----------- | ----------- | ----------------- | ----------------- | ------ | ------ | ------ | ------ | ------ | ------ | ------ | ------ | ------ | ------ | ------ |
| 2019                                                                          |              |                              |                              |             |             |                              |                              |             |             |                   |                   |             |             |                   |                   |        |        |        |        |        |        |        |        |        |        |        |
| Kranj HS109                                                                   | Kranj HS109  | Szczuczyńsk HS140            | Szczuczyńsk HS140            | Wisła HS134 | Wisła HS134 | Frenštát pod Radhoštěm HS106 | Frenštát pod Radhoštěm HS106 | Râșnov HS97 | Râșnov HS97 | Lillehammer HS140 | Lillehammer HS140 | Stams HS115 | Stams HS115 | Klingenthal HS140 | Klingenthal HS140 | punkty |        |        |        |        |        |        |        |        |        |        |
| -                                                                             | -            | -                            | -                            | -           | -           | -                            | -                            | -           | 41          | -                 | -                 | -           | -           | -                 | -                 | 0      |        |        |        |        |        |        |        |        |        |        |
| 2021                                                                          |              |                              |                              |             |             |                              |                              |             |             |                   |                   |             |             |                   |                   |        |        |        |        |        |        |        |        |        |        |        |
| Kuopio HS127                                                                  | Kuopio HS127 | Frenštát pod Radhoštěm HS106 | Frenštát pod Radhoštěm HS106 | Râșnov HS97 | Râșnov HS97 | Bischofshofen HS142          | Bischofshofen HS142          | Oslo HS106  | Oslo HS106  | Klingenthal HS140 | Klingenthal HS140 | punkty      | punkty      | punkty            | punkty            | punkty | punkty | punkty | punkty | punkty |        |        |        |        |        |        |
| -                                                                             | -            | -                            | -                            | 42          | -           | -                            | -                            | -           | -           | -                 | -                 | 0           | 0           | 0                 | 0                 | 0      | 0      | 0      | 0      | 0      |        |        |        |        |        |        |
| Legenda                                                                       |              |                              |                              |             |             |                              |                              |             |             |                   |                   |             |             |                   |                   |        |        |        |        |        |        |        |        |        |        |        |
| 1 2 3 4-10 11-30 poniżej 30 dq – dyskwalifikacja - − zawodnik nie wystartował |              |                              |                              |             |             |                              |                              |             |             |                   |                   |             |             |                   |                   |        |        |        |        |        |        |        |        |        |        |        |

### FIS Cup

#### Miejsca w klasyfikacji generalnej
| Sezon     | Miejsce |
| --------- | ------- |
| 2019/2020 | 139.    |

#### Miejsca w poszczególnych konkursachFIS Cupu
stan po zakończeniu sezonu 2022/2023
| Źródło                                                                        | Źródło        | Źródło           | Źródło           | Źródło      | Źródło      | Źródło           | Źródło           | Źródło      | Źródło      | Źródło       | Źródło       | Źródło        | Źródło        | Źródło               | Źródło               | Źródło         | Źródło         | Źródło         | Źródło         | Źródło       | Źródło       | Źródło | Źródło | Źródło | Źródło | Źródło | Źródło | Źródło | Źródło | Źródło | Źródło | Źródło | Źródło | Źródło | Źródło | Źródło | Źródło | Źródło | Źródło |
| ----------------------------------------------------------------------------- | ------------- | ---------------- | ---------------- | ----------- | ----------- | ---------------- | ---------------- | ----------- | ----------- | ------------ | ------------ | ------------- | ------------- | -------------------- | -------------------- | -------------- | -------------- | -------------- | -------------- | ------------ | ------------ | ------ | ------ | ------ | ------ | ------ | ------ | ------ | ------ | ------ | ------ | ------ | ------ | ------ | ------ | ------ | ------ | ------ | ------ |
| Sezon 2019/2020                                                               |               |                  |                  |             |             |                  |                  |             |             |              |              |               |               |                      |                      |                |                |                |                |              |              |        |        |        |        |        |        |        |        |        |        |        |        |        |        |        |        |        |        |
| Szczyrk HS104                                                                 | Szczyrk HS104 | Szczuczyńsk HS99 | Szczuczyńsk HS99 | Ljubno HS94 | Ljubno HS94 | Pjongczang HS109 | Pjongczang HS109 | Râșnov HS97 | Râșnov HS97 | Villach HS98 | Villach HS98 | Notodden HS98 | Notodden HS98 | Oberwiesenthal HS105 | Oberwiesenthal HS105 | Zakopane HS140 | Zakopane HS140 | Rastbüchl HS78 | Rastbüchl HS78 | Villach HS98 | Villach HS98 | punkty |        |        |        |        |        |        |        |        |        |        |        |        |        |        |        |        |        |
| 63                                                                            | 47            | -                | -                | -           | -           | -                | -                | 25          | 25          | -            | -            | -             | -             | -                    | -                    | -              | -              | -              | -              | -            | -            | 12     |        |        |        |        |        |        |        |        |        |        |        |        |        |        |        |        |        |
| Legenda                                                                       |               |                  |                  |             |             |                  |                  |             |             |              |              |               |               |                      |                      |                |                |                |                |              |              |        |        |        |        |        |        |        |        |        |        |        |        |        |        |        |        |        |        |
| 1 2 3 4-10 11-30 poniżej 30 dq – dyskwalifikacja - − zawodnik nie wystartował |               |                  |                  |             |             |                  |                  |             |             |              |              |               |               |                      |                      |                |                |                |                |              |              |        |        |        |        |        |        |        |        |        |        |        |        |        |        |        |        |        |        |